# Windows NT
Windows NT är ett operativsystem från Microsoft för persondatorer av PC-typ.
NT är numera ett egennamn men stod från början för "New Technology", vilket syftar på att NT utvecklats från grunden med ny teknik till skillnad från övriga Windowsversioner (Windows 3.0, 3.1, 95, 98 och ME) där filhanteringssystemet byggde på gamla MS-DOS. NT bygger löst på OS/2 som utvecklades av IBM och Microsoft tillsammans. Namnet Windows NT togs när man bröt samarbetet med IBM. Från början skulle NT 3.1 hetat OS/2 Version 3 och varit en plattformsoberoende version av OS/2 medan IBM skulle koncentrera sig på Intel-versionen (version 2.0). Men man valde namn och användargränssnitt från Windows 3.1.
Microsoft anställde David Cutler från Digital som chefsarkitekt för NT, han hade tidigare utformat operativsystemet VMS och NT har många grundläggande likheter med det. Ryktet säger till och med att namnet Windows NT (WNT) kommer från VMS genom att man helt enkelt gjorde en högerskift på en bokstav av VMS vilket gav WNT som passande nog kunde namnges till Windows New Technology.
Windows NT var först med NTFS-filsystemet. Före detta använde Windows FAT32 och HPFS. NTFS används från Windows NT 3.1 till nu Windows 11 (2021). NTFS tillåter mycket stora filer och filsystem, också om implementationerna i NT i praktiken begränsade storleken på en volym till 2 TB (vilket var vad partitionstabellen i MBR tillät).
Ett av designmålen med Windows NT var att operativsystemet skulle vara portabelt och fram till och med Windows NT 4 stöddes också andra processorarkitekturer än Intels: PowerPC, MIPS, och Alpha.
Windows NT kom i fyra större versioner:
- Version 3.1, den första releasen.
- Version 3.5, den andra releasen med mestadels buggfixar.
- Version 3.51.
- Version 4.0, den tredje releasen, nu hade NT fått utseendet från Windows 95.

Alla Windows NT-versioner fanns i sin tur i två versioner, en för serverbruk och en för klientbruk (kallad Workstation).
Windows 2000, Windows XP, Windows Server 2003, Windows Vista/Windows Server 2008, Windows 7/Windows Server 2008 R2, Windows 8/Windows Server 2012, Windows 8.1/Windows Server 2012 R2 och Windows 10/Windows Server 2016, Windows server 2019, Windows 11/Windows server 2022, Windows Server 2025 är NT-baserade. Versionsnumren för dessa är 5.0, 5.1, 5.2, 6.0, 6.1, 6.2, 6.3 respektive 10.0.
IBM kallade sin OS/2 Version 3 för Warp; den är inte kompatibel med NT.